# Имсбах
Имсбах (њем. Imsbach) општина је у њемачкој савезној држави Рајна-Палатинат. Једно је од 81 општинског средишта округа Донерсберг. Према процјени из 2010. у општини је живјело 971 становника. Посједује регионалну шифру (AGS) 7333033.

## Географски и демографски подаци
Имсбах се налази у савезној држави Рајна-Палатинат у округу Донерсберг. Општина се налази на надморској висини од 293 метра. Површина општине износи 8,9 km². У самом мјесту је, према процјени из 2010. године, живјело 971 становника. Просјечна густина становништва износи 109 становника/km².